# Calycopis suda
Calycopis suda is een vlinder uit de familie van de Lycaenidae. De wetenschappelijke naam van de soort werd als Thecla suda in 1920 gepubliceerd door Draudt.